# Eric Adams (basketballer)
Eric Adams (Hoover, 14 mei 1995) is een Amerikaans basketballer.

## Carrière
Adams speelde collegebasketbal voor de Samford Bulldogs van 2013 tot 2018. In 2018 werd hij niet gekozen in de NBA draft. Hij speelde de daaropvolgende twee seizoenen voor de Zweedse eersteklasser Södertälje BBK. Van 2020 tot 2022 speelde hij in de Zwitserse hoogste klasse voor Lions de Genève. Voor het seizoen 2022/23 tekende hij bij de Finse eersteklasser Kobrat en speelde er tot in februari 2023. Hij speelde de rest van het seizoen uit bij het Hongaarse BC Körmend.
Voor het seizoen 2023/24 tekende hij bij de Belgische eersteklasser Union Mons-Hainaut maar speelde er maar tot in december 2023. In februari 2024 tekende hij bij het Bulgaarse BK Balkan Botevgrad. In de zomer van 2024 tekende hij in de Griekse competitie voor AS Papagou.